# Сквер имени Марии Рубцовой
Сквер имени Мари́и Рубцо́вой — парк отдыха, расположенный в центре города Химки Московской области.

## Расположение
Расположен в микрорайоне Новые Химки, между Ленинградским шоссе, Юбилейным проспектом, улицей 9 Мая.

## История
Сквер разбит в 1979 на зелёной площадке под линией электропередачи и назван в честь жительницы Химок Марии Денисовны Рубцовой. На территории места отдыха установлены несколько памятников погибшим и участникам войн, развёрнута выставка военной техники (танки, гаубицы, БМП, БТР). Имеются детские и футбольная площадки, фонтан. В 2007 г. установлен мемориал героям необъявленных войн. В июле 2024 г. в рамках проекта Национальные проекты РФ   началась работа по реконструкции скейт-парка и постройке памп-трека. В сентябре 2024 г. памп-трек и скейт-парк были открыты. 